# Liste der Bodendenkmäler in Maisach
Auf dieser Seite sind die Bodendenkmäler in der oberbayerischen Gemeinde Maisach zusammengestellt. Diese Tabelle ist eine Teilliste der Liste der Bodendenkmäler in Bayern. Grundlage ist die Bayerische Denkmalliste, die auf Basis des Bayerischen Denkmalschutzgesetzes vom 1. Oktober 1973 erstmals erstellt wurde und seither durch das Bayerische Landesamt für Denkmalpflege geführt wird. Die folgenden Angaben ersetzen nicht die rechtsverbindliche Auskunft der Denkmalschutzbehörde.

## Bodendenkmäler der Gemeinde Maisach

### Bodendenkmäler in der Gemarkung Esting
| Lage              | Objekt                                                                            | Akten-Nr.     | Bild |
| ----------------- | --------------------------------------------------------------------------------- | ------------- | ---- |
| Esting (Standort) | Siedlung vor- und frühgeschichtlicher Zeitstellung, unter anderem der Bronzezeit. | D-1-7733-0084 |      |

### Bodendenkmäler in der Gemarkung Fürstenfeldbruck
| Lage                        | Objekt | Akten-Nr.     | Bild |
| --------------------------- | --- | ------------- | ---- |
| Fürstenfeldbruck (Standort) | Siedlung der frühen und mittleren römischen Kaiserzeit sowie verebnete Grabhügel vorgeschichtlicher Zeitstellung. | D-1-7733-0063 |      |

### Bodendenkmäler in der Gemarkung Germerswang
| Lage                                     | Objekt | Akten-Nr.     | Bild           |
| ---------------------------------------- | --- | ------------- | -------------- |
| Germerswang Kirchweg 1 (Standort)        | Untertägige frühneuzeitliche Befunde im Bereich der Katholischen Filialkirche St. Michael in Germerswang und ihres Vorgängerbaus.                                                                            | D-1-7733-0180 | weitere Bilder |
| Germerswang Kirchbergstraße 7 (Standort) | Untertägige mittelalterliche und frühneuzeitliche Befunde im Bereich der Katholischen Filialkirche St. Maria in Frauenberg und ihres Vorgängerbaus.                                                          | D-1-7733-0182 | weitere Bilder |
| Germerswang Stefanusstraße 16 (Standort) | Turmhügel des hohen Mittelalters sowie untertägige spätmittelalterliche und frühneuzeitliche Befunde und Funde im Bereich der Katholischen Filialkirche St. Stephan von Stefansberg und ihres Vorgängerbaus. | D-1-7733-0184 | weitere Bilder |

### Bodendenkmäler in der Gemarkung Maisach
| Lage                                | Objekt | Akten-Nr.     | Bild           |
| ----------------------------------- | --- | ------------- | -------------- |
| Maisach (Standort)                  | Siedlung vor- und frühgeschichtlicher Zeitstellung. | D-1-7733-0012 |                |
| Maisach (Standort)                  | Siedlung der Bronzezeit, Brandgräber der Urnenfelderzeit sowie vorgeschichtliche Grabhügel, daraus Funde der Hallstattzeit, der mittleren römischen Kaiserzeit und der Merowingerzeit. | D-1-7733-0017 |                |
| Maisach (Standort)                  | Körpergräber und Siedlung vor- und frühgeschichtlicher Zeitstellung. | D-1-7733-0020 |                |
| Maisach (Standort)                  | Körpergräber des frühen Mittelalters. | D-1-7733-0021 |                |
| Maisach (Standort)                  | Siedlung vor- und frühgeschichtlicher Zeitstellung. | D-1-7733-0055 |                |
| Maisach (Standort)                  | Körpergräber des Endneolithikums und Siedlung sowie verebnete Grabhügel der Hallstattzeit.                                                                                             | D-1-7733-0058 |                |
| Maisach (Standort)                  | Siedlung vorgeschichtlicher Zeitstellung sowie Körpergräber der frühen Bronzezeit. | D-1-7733-0061 |                |
| Maisach (Standort)                  | Siedlung vor- und frühgeschichtlicher Zeitstellung. | D-1-7733-0065 |                |
| Maisach (Standort)                  | Siedlung vor- und frühgeschichtlicher Zeitstellung. | D-1-7733-0070 |                |
| Maisach (Standort)                  | Siedlung vor- und frühgeschichtlicher Zeitstellung. | D-1-7733-0071 |                |
| Maisach (Standort)                  | Siedlung vor- und frühgeschichtlicher Zeitstellung. | D-1-7733-0072 |                |
| Maisach (Standort)                  | Siedlung vor- und frühgeschichtlicher Zeitstellung. | D-1-7733-0088 |                |
| Maisach (Standort)                  | Siedlung der späten Bronzezeit und der Urnenfelderzeit, der Hallstattzeit und der Latènezeit sowie Körpergräber der späten römischen Kaiserzeit.                                       | D-1-7733-0089 |                |
| Maisach (Standort)                  | Reihengräberfeld des frühen Mittelalters. | D-1-7733-0104 |                |
| Maisach (Standort)                  | Siedlung der späten Bronzezeit und Urnenfelderzeit, der Hallstattzeit und des frühen Mittelalters.                                                                                     | D-1-7733-0106 |                |
| Maisach (Standort)                  | Siedlung vor- und frühgeschichtlicher Zeitstellung. | D-1-7733-0170 |                |
| Maisach (Standort)                  | Siedlung und Körpergräber der frühen und mittleren Bronzezeit, Siedlung und Brandgräber der Urnenfelderzeit sowie Körpergräber der Latènezeit.                                         | D-1-7733-0175 |                |
| Maisach Kirchenstraße 12 (Standort) | Untertägige mittelalterliche und frühneuzeitliche Befunde im Bereich der Katholischen Pfarrkirche St. Vitus in Maisach und ihrer Vorgängerbauten.                                      | D-1-7733-0209 | weitere Bilder |
| Maisach (Standort)                  | Körpergräber des frühen Mittelalters. | D-1-7733-0215 |                |
| Maisach (Standort)                  | Brandgräber der Urnenfelderzeit. | D-1-7733-0217 |                |
| Maisach (Standort)                  | Körpergräber des Endneolithikums (Glockenbecherkultur) sowie Siedlung vorgeschichtlicher Zeitstellung, unter anderem des Endneolithikums.                                              | D-1-7733-0291 |                |
| Maisach (Standort)                  | Siedlung der Hallstattzeit sowie des frühen, hohen und späten Mittelalters. | D-1-7733-0292 |                |

### Bodendenkmäler in der Gemarkung Malching
| Lage                                        | Objekt | Akten-Nr.     | Bild           |
| ------------------------------------------- | --- | ------------- | -------------- |
| Malching (Standort)                         | Erdstall des hohen Mittelalters. | D-1-7733-0036 |                |
| Malching (Standort)                         | Verebneter Grabhügel vorgeschichtlicher Zeitstellung. | D-1-7733-0053 |                |
| Malching (Standort)                         | Siedlung und Kreisgräben vor- und frühgeschichtlicher Zeitstellung.                                                                                      | D-1-7733-0057 |                |
| Malching (Standort)                         | Siedlung vor- und frühgeschichtlicher Zeitstellung. | D-1-7733-0062 |                |
| Malching (Standort)                         | Siedlung und Bestattungen vor- und frühgeschichtlicher Zeitstellung.                                                                                     | D-1-7733-0100 |                |
| Malching (Standort)                         | Siedlung des Neolithikums und der Bronzezeit sowie Villa rustica und Brandgräber der römischen Kaiserzeit.                                               | D-1-7733-0173 |                |
| Malching Pfarrer-Dippel-Straße 3 (Standort) | Untertägige spätmittelalterliche und frühneuzeitliche Befunde im Bereich der Katholischen Pfarrkirche St. Margareth in Malching und ihres Vorgängerbaus. | D-1-7733-0176 | weitere Bilder |
| Malching (Standort)                         | Verebneter Grabhügel vorgeschichtlicher Zeitstellung. | D-1-7833-0125 |                |
| Malching (Standort)                         | Siedlung und Handwerksareal des hohen und späten Mittelalters.                                                                                           | D-1-7833-0395 |                |

### Bodendenkmäler in der Gemarkung Puch
| Lage            | Objekt                                               | Akten-Nr.     | Bild |
| --------------- | ---------------------------------------------------- | ------------- | ---- |
| Puch (Standort) | Verebnete Grabhügel vorgeschichtlicher Zeitstellung. | D-1-7833-0381 |      |

### Bodendenkmäler in der Gemarkung Rottbach
| Lage                | Objekt | Akten-Nr.     | Bild           |
| ------------------- | --- | ------------- | -------------- |
| Rottbach (Standort) | Grabhügel vorgeschichtlicher Zeitstellung. | D-1-7733-0027 |                |
| Rottbach (Standort) | Grabhügel vorgeschichtlicher Zeitstellung. | D-1-7733-0028 |                |
| Rottbach (Standort) | Grabhügel vorgeschichtlicher Zeitstellung. | D-1-7733-0029 |                |
| Rottbach (Standort) | Burgstall des hohen und späten Mittelalters (Burg Rottbach).                                                                                                  | D-1-7733-0030 |                |
| Rottbach (Standort) | Siedlung vor- und frühgeschichtlicher Zeitstellung. | D-1-7733-0037 |                |
| Rottbach (Standort) | Siedlung vorgeschichtlicher Zeitstellung, unter anderem der Bronzezeit.                                                                                       | D-1-7733-0043 |                |
| Rottbach (Standort) | Siedlung vorgeschichtlicher Zeitstellung. | D-1-7733-0101 |                |
| Rottbach (Standort) | Untertägige mittelalterliche und frühneuzeitliche Befunde im Bereich der Katholischen Filialkirche Mariä Himmelfahrt in Unterlappach und ihres Vorgängerbaus. | D-1-7733-0187 | weitere Bilder |
| Rottbach (Standort) | Untertägige mittelalterliche und frühneuzeitliche Befunde im Bereich der Katholischen Pfarrkirche St. Michael in Rottbach und ihres Vorgängerbaus.            | D-1-7733-0189 | weitere Bilder |
| Rottbach (Standort) | Siedlung der Hallstattzeit und der Latènezeit. | D-1-7733-0290 |                |

### Bodendenkmäler ohne Lokation
| Lage                | Objekt               | Akten-Nr.     | Bild           |
| ------------------- | -------------------- | ------------- | -------------- |
| Anzhofen (Standort) | Siehe auch: Anzhofen | D-1-7733-0193 | weitere Bilder |

### Bodendenkmäler in der Gemarkung Überacker
| Lage                               | Objekt | Akten-Nr.     | Bild           |
| ---------------------------------- | --- | ------------- | -------------- |
| Überacker (Standort)               | Erdstall des hohen Mittelalters. | D-1-7733-0033 |                |
| Überacker (Standort)               | Kreisgraben und Bestattungen vor- und frühgeschichtlicher Zeitstellung. | D-1-7733-0092 |                |
| Überacker (Standort)               | Erdstall des hohen Mittelalters. | D-1-7733-0094 |                |
| Überacker (Standort)               | Untertägige mittelalterliche und frühneuzeitliche Befunde im Bereich der Katholischen Kapelle St. Ulrich in Anzhofen und ihres Vorgängerbaus.                                                 | D-1-7733-0193 |                |
| Überacker (Standort)               | Untertägige spätmittelalterliche und frühneuzeitliche Befunde im Bereich der Katholischen Marienkapelle in Diepoltshofen und ihres Vorgängerbaus (teilweise abgegangene Kirche St. Leonhard). | D-1-7733-0195 | weitere Bilder |
| Überacker (Standort)               | Untertägige mittelalterliche und frühneuzeitliche Befunde im Bereich der Katholischen Filialkirche St. Ulrich in Fußberg und ihres Vorgängerbaus.                                             | D-1-7733-0198 | weitere Bilder |
| Überacker Pfarrstraße 4 (Standort) | Untertägige mittelalterliche und frühneuzeitliche Befunde im Bereich der Katholischen Filialkirche St. Bartholomäus und Valentin in Überacker und ihres Vorgängerbaus.                        | D-1-7733-0206 | weitere Bilder |
| Überacker Bergstraße 46 (Standort) | Untertägige mittelalterliche und frühneuzeitliche Befunde im Bereich der Katholischen Kapelle St. Wolfgang in Überacker und ihres Vorgängerbaus.                                              | D-1-7733-0208 | weitere Bilder |